# Birdemic: Shock and Terror
Birdemic: Shock and Terror (thường được gọi ngắn là Birdemic) là một bộ phim độc lập, thuộc thể loại lãng mạn, kinh dị phát hành năm 2008 do James Nguyễn viết kịch bản, đạo diễn, và sản xuất. Phim được thực hiện như một đồ án tốt nghiệp của Nguyễn trong thời gian ông theo học một chương trình làm phim tại California. Các diễn viên chính trong phim gồm có Alan Bagh và Whitney Moore. Lấy cảm hứng từ bộ phim kinh dị The Birds của Alfred Hitchcock, Birdemic kể lại cuộc tình giữa hai nhân vật chính trong lúc thị trấn họ đang ở bị một đàn chim tấn công.
Birdemic được sản xuất độc lập, không nhận tài trợ từ xưởng phim lớn nào, và hầu hết kinh phí đều do công ty Moviehead Pictures của James Nguyễn tự lập chi trả (tổng cộng ít hơn 10.000 USD). Bộ phim bị đánh giá là có chất lượng thấp, và nhiều nhà phê bình cho rằng nó là một trong những bộ phim dở tệ nhất đã từng được sản xuất. Nhưng đồ án tốt nghiệp nghiệp dư này lại gây được sự chú ý của dư luận và kéo theo sự phê bình của nhiều tờ báo uy tín cũng như đạt được hiệu năng lợi nhuận bất ngờ. Sau một thời gian phát hành hạn chế, bộ phim được hãng Severin Films phân phối vào năm 2010 và đã được nhiều khán giả tìm xem.

## Cốt truyện
Rod (Alan Bagh) là một người bán phần mềm thành đạt đang sống tại Silicon Valley. Anh gặp một người bạn học cũ nay là một người mẫu triển vọng tên là Nathalie (Whitney Moore) và bắt đầu hẹn hò với cô. Cặp đôi này đã gặp nhiều điều may mắn, Rod nhận một phần tiền thưởng lớn và lập doanh nghiệp riêng, còn Nathalie thì được chọn làm người mẫu cho công ty đồ lót Victoria's Secret. Ngày càng thân thiết hơn, họ không chú ý đến những điềm dữ đang diễn ra xung quanh họ, như các vụ cháy rừng và việc tìm thấy các xác chim tại các bãi biển.
Sau khi quan hệ tại một nhà trọ, Rod và Nathalie thức dậy và khám phá ra rằng thị trấn của họ đang bị đại bàng và kền kền phun axít và lửa tấn công. Rod và Nathalie thoát khỏi nhà trọ và đi với một cựu binh thủy quân lục chiến tên là Ramsey (Adam Sessa) và bạn gái của anh là Becky (Catherine Batcha). Khi họ rời khỏi thị trấn, họ cứu được hai đứa trẻ mồ côi tên Susan (Janae Caster) và Tony (Colton Osborne) vì cha mẹ của chúng đã bị chim giết chết.
Nhóm người này đi từ thị trấn này đến thị trấn khác, phải đối đầu với các cuộc tấn công từ những con chim, và họ gặp một nhà khoa học là tiến sĩ Jones (Rick Camp) đang nghiên cứu hiện tượng này. Becky bị những con chim giết chết, và Ramsey đã trả thù bằng cách cứu một chiếc xe buýt chở đầy khách tham quan. Khi họ rời khỏi chiếc xe buýt, những con chim phun acid vào họ và Ramsey cùng nhóm người tham quan đều chết.
Rod, Nathalie và hai đứa trẻ tiếp tục trốn chạy những con chim, vào trong rừng và gặp một người bảo vệ môi trường tên là Tom Hill (Stephen Gustavson), Tom giải thích rằng những con chim chỉ tấn công các trạm xăng và xe, và cuộc tấn công này là kết quả của sự ấm lên toàn cầu. Bộ tứ cuối cùng dừng lại tại một bãi biển nhỏ, và Rod câu cá để ăn tối. Khi họ chuẩn bị ăn, họ bị chim tấn công, nhưng tự nhiên những con chim đó bị một nhóm chim bồ câu đuổi đi. Bộ phim kết thúc trong lúc Rod, Nathalie và hai đứa trẻ nhìn cảnh chim bay trong lúc mặt trời lặn.

## Diễn viên
- Alan Bagh vai Rod
- Whitney Moore vai Nathalie
- Adam Sessa vai Ramsey
- Catherine Batcha vai Becky
- Janae Caster vai Susan
- Colton Osborne vai Tony
- Rick Camp vai Tiến sĩ Jones

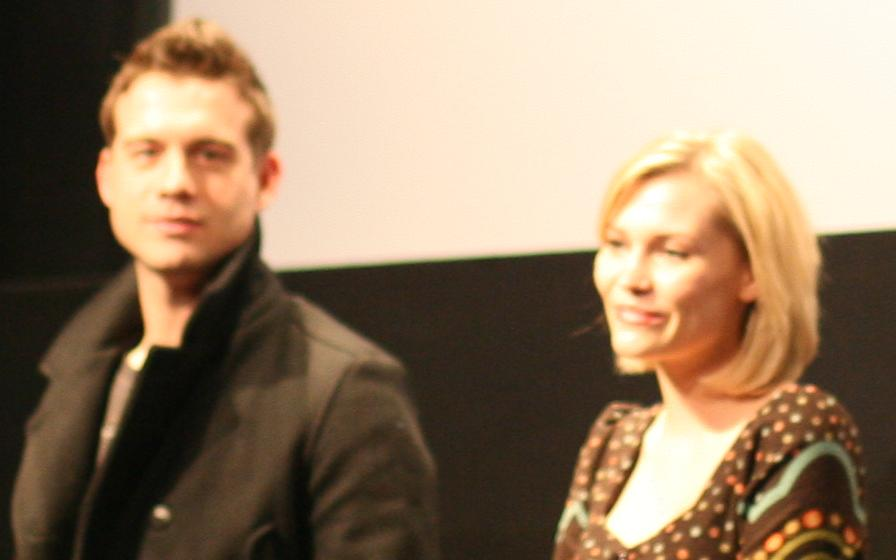
Bagh, phía trái, và Moore tại một buổi chiếu phim

- Stephen Gustavson vai Tree Hugger/Tom Hill
- Patsy van Ettinger vai Mẹ của Nathalie
- Mona Lisa Moon vai Mai
- Danny Webber vai Rick
- Laura Cassidy vai Người đọc bản tin trên truyền hình
- Damien Carter vai Ca sĩ tại hộp đêm
- James Nguyễn vai Khách tại nhà hàng
- Tippi Hedren vai Diễn viên trên truyền hình (tư liệu cũ từ phim Julie and Jack của James Nguyễn). Tippi Hedren từng là nữ diễn viên chính trong phim The Birds năm 1963 của Alfred Hitchcock

## Sản xuất

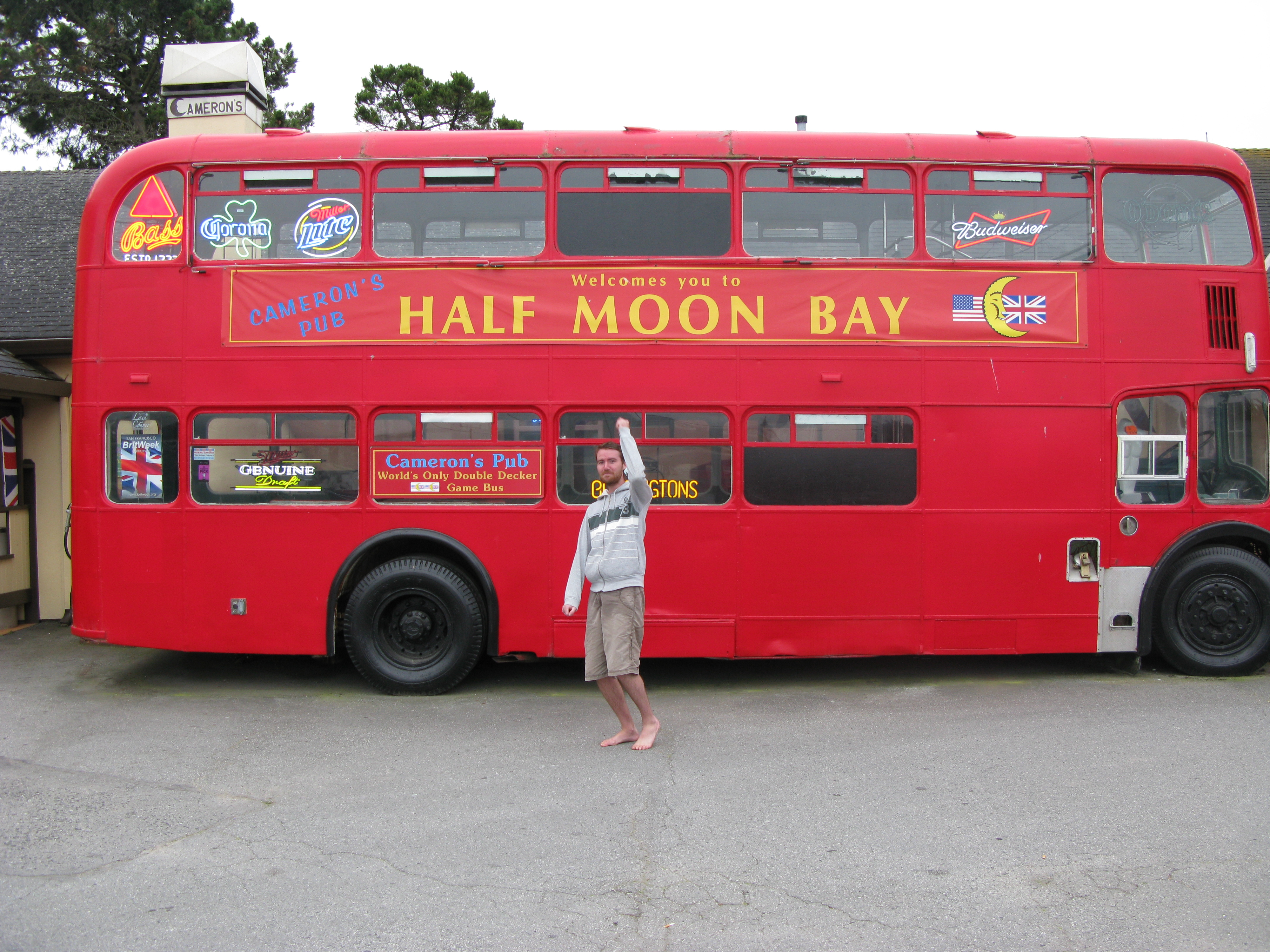
Một chiếc xe buýt được dùng trong phim

James Nguyễn là đạo diễn của bộ phim, anh sinh tại Đà Nẵng và rời Việt Nam cùng gia đình một thời gian ngắn trước sự kiện 30 tháng 4 năm 1975. James chưa hề được đào tạo chính thức trong ngành làm phim, bù lại anh đã lớn lên cùng với niềm đam mê những bộ phim của Alfred Hitchcock, trong đó có bộ phim The Birds sản xuất năm 1963 và phim Vertigo năm 1958, là bộ phim của Hitchcock mà anh yêu thích nhất. James Nguyễn trở thành một người bán phần mềm tại Silicon Valley. Lần đầu tiên anh bắt đầu dùng máy quay phim là vào năm 1999, và đã đạo diễn hai phim, Julie and Jack và Replica. Bộ phim thứ nhất, được phát hành năm 2003, là phim lãng mạn kinh phí thấp, trong đó bộ phim thứ nhì chưa bao giờ được phát hành.
James đã có cảm hứng viết kịch bản cho phim Birdemic: Shock and Terror trong lúc đang thư giãn tại Half Moon Bay, California, và phần lớn bộ phim được quay tại khu vực xung quanh thành phố này. Birdemic khởi quay vào năm 2006 và tốn 4 năm mới phát hành, một phần do những hạn chế thời gian - đoàn làm phim chỉ quay vào cuối tuần trong vòng 7 tháng - và cũng do các hạn chế về kinh phí vì James đã đầu tư cho bộ phim bằng tiền kiếm được từ công việc hàng ngày của mình, và anh cũng tốn thời gian để tìm một nhà phân phối.
Theo website của bộ phim thì phim này có một phần được phỏng theo bộ phim The Birds của Alfred Hitchcock. Bộ phim được sản xuất với kinh phí $10.000, và nhà phát hành dành nhiều tiền để quảng bá bộ phim hơn là để phát hành và mua bản quyền.

## Quảng bá

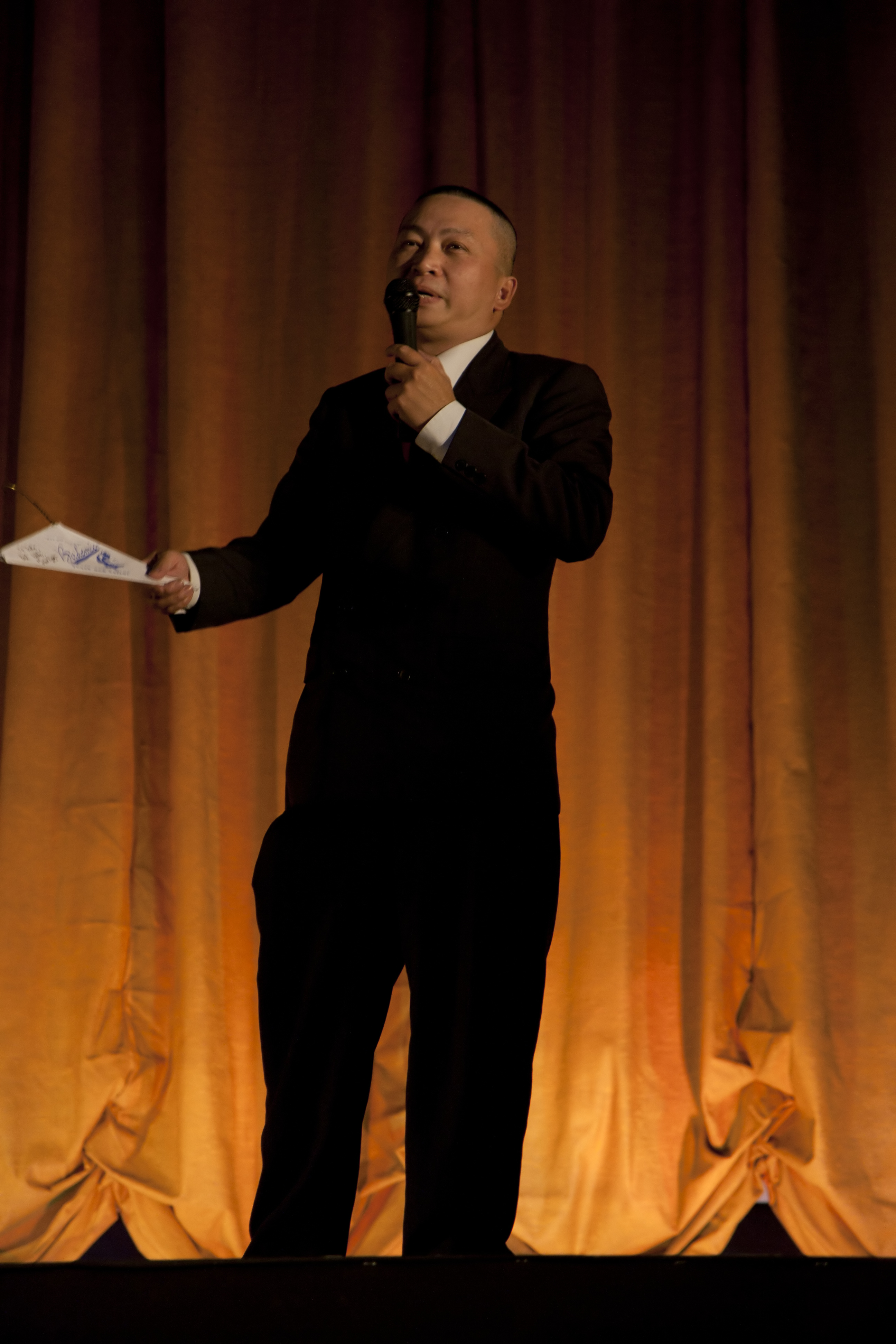
James Nguyễn, nhà đạo diễn, phát biểu tại một buổi chiếu phim

Tháng 1 năm 2009, Nguyễn đã đến Liên hoan phim Sundance ở Park City, Utah để quảng bá cho bộ phim, đưa người qua đường tờ đơn từ chiếc xe tải đầy hình nộm của chim, với áp phích với dòng chữ "BIDEMIC.COM" (viết sai chính tả chữ Birdemic vì vội vã) và "WHY DID THE EAGLES AND VULTURES ATTACKED?" ("TẠI SAO ĐẠI BÀNG VÀ KỀN KỀN ĐÃ TẤN CÔNG?" - câu này cũng sai ngữ pháp), và thuê một rạp chiếu phim ở gần đó để chiếu bộ phim. Nhờ sự truyền miệng, những website chuyên về phim kinh dị như Dread Central và Bloody Disgusting, đã biết đến bộ phim, trong khi một đoạn trailer quảng bá bộ phim được đưa lên chương trình Attack of the Show ngày 30 tháng 7 của đài G4.

## Phát hành
Ngày 27 tháng 2 năm 2010, Birdemic được công chiếu tại Los Angeles ở rạp chiếu phim Silent Movie Theatre, do Bloody Disgusting tài trợ và do Tim Heidecker và Eric Wareheim dẫn chương trình,, và sau đó được chiếu tại rạp Alamo Drafthouse ở Austin, Texas vào ngày 2 tháng 3 với sự tham gia của đoàn làm phim, rồi sau đó được công chiếu ở Tempe, Arizona. và Thành phố New York.
Severin Films mua bản quyền cho phim đầu năm 2010 và phát động tour diễn Birdemic Experience Tour 2010, và chiếu bộ phim tại nhiều thành phố ở Hoa Kỳ và Toronto, Canada từ tháng 4 đến tháng 7 năm 2010. Birdemic cũng công chiếu tại Anh ở The Curzon Soho tại Luân Đôn vào ngày 28 tháng 5 năm 2010.

### Băng đĩa
Ngày 3 tháng 4 năm 2009, Moviehead Pictures đã tự phát hành Birdemic bằng DVD, và bán trên website của công ty và được sản xuất theo yêu cầu trên Amazon.com. Đầu năm 2010, Birdemic được Severin Films mua và phát hành Birdemic ra DVD và Blu-Ray vào ngày 22 tháng 2 năm 2011. DVD có điểm đặc biệt là gồm có lời bình luận của đạo diễn James Nguyễn cũng như hai diễn viên chính là Alan Bagh và Whitney Moore, hai đoạn phim đã bị xóa, một đoạn phim về Birdemic Experience Tour, và một chương trình Movie Close Up sản xuất tại San Francisco nói về James Nguyễn được phát sóng trong lúc bộ phim vẫn đang được sản xuất.

## Nhận xét
Birdemic được chú ý vì chất lượng thấp một cách đặc biệt, và các nhà phê bình cho rằng có diễn xuất và lời thoại "cứng đờ như gỗ", âm thanh và biên tập thiếu chuyên nghiệp, cốt truyện vô nghĩa, và đặc biệt là các kỹ xảo điện ảnh - trong đó các hình đại bàng và kền kền được tạo ra bằng hình máy tính không di động, và phun acid biến thành khỏi lửa khi rơi xuống đất với âm thanh của máy bay.
Trong danh sách "hay nhất" năm 2009, website Bloody Disgusting đã liệt kê Birdemic trong danh sách phim danh dự, và cho rằng "đây là phim dở tệ hay nhất mà bạn sẽ coi trong năm 2010". Trang The Huffington Post miêu tả bộ phim "thật là một trong những bộ phim dở tệ nhất từng được sản xuất" Báo chuyên ngành Variety tường thuật "'Birdemic biểu diễn tất cả những dấu hiệu của việc làm phim tồi tệ đến đáng cười: lời thoại ngớ ngẩn...nhạc không phù hợp, âm thanh khủng khiếp...và kỹ xảo điện ảnh phải xem mới tin nổi: chim đánh bom và nổ tung bằng một làn khói đỏ vàng, và hình đại bàng vẽ sẵn rồi dán vào màn ảnh, chỉ với đôi cánh bay phất phới." The Village Voice miêu tả Birdemic là "thêm một trong những "rác phẩm" ("trash-terpieces", chơi chữ với "masterpieces", là kiệt tác) được yêu mến" Báo Salon bình luận về "CGI tồi tệ" và tường trình rằng "bộ phim đã trở nên thịnh hành đối với những người hâm mộ phim dở"
Một bài phê bình trên mạng của đài Independent Film Channel cho rằng bộ phim có cảm giác "mắc nợ từ phim Plan 9 from Outer Space của Ed Wood vì đã pha trộn cách làm phim với kinh phí siêu thấp và thông điệp điên khùng về môi trường."  The Guardian và The New York Times nhắc đến sự thịnh hành của bộ phim đối với một số người hâm mộ. The Guardian viết rằng "Birdemic có lối diễn xuất cứng đờ như cây gỗ, thuật quay phim vụng về...và kỹ xảo điện ảnh thô thiển đến nỗi người xem phải chảy nước mắt vì cười quá nhiều chứ không phải vì sợ hãi." Bộ phim hiện nay được chấm điểm 1,9/10 tại trang web IMDb, được xếp hạng trong danh sách 100 phim bị đánh giá thấp nhất. Rotten Tomatoes đánh giá bộ phim 15%.

## Phần tiếp
Phần tiếp của bộ phim, với tựa là Birdemic 2: The Resurrection  và cũng được James Nguyễn đạo diễn, đã phát hành vào mùa xuân năm 2013. Cốt truyện xoay quanh việc đại bàng và kền kền tấn công thành phố Hollywood, California. Alan Bagh và Whitney Moore tiếp tục trở lại trong phần phim này, cùng với các diễn viên Colton Osborne, Rick Camp, Stephen Gustavson, Eric Swartz, Patsy van Ettinger, và Damien Carter. Công đoạn quay phim đã kết thúc tháng 3 năm 2012, và được công chiếu ở một vài cụm rạp tại Mỹ. Bộ phim được phát hành online vào ngày 16 tháng 4 năm 2013.
Trong một cuộc phỏng vấn vào năm 2016 với trang báo Vice, Nguyen nói rằng ông hy vọng được thực hiện phần 3 của dòng phim với tựa đề Birdemic 3: Sea Eagle. Vào tháng 10 năm 2016, một chiến dịch gây quỹ trên Indiegogo đã được tổ chức nhằm kêu gọi vốn sản xuất bộ phim. Chiến dịch gây quỹ đã kết thúc, với chỉ vỏn vẹn $596 thu được, kém xa mục tiêu $500,000 mà nhà sản xuất đề ra. Mặc dù vậy, vào tháng 3 năm 2021, nhà sản xuất công bố bộ phim đã bước vào giai đoạn bấm máy, và dự kiến đựoc phát hành vào cuối năm 2022. Poster của bộ phim đã được đăng tải trên trang Twitter Moviehead Pictures vào tháng 11 năm 2021.